# Красный Мост (Гулёвское сельское поселение)
Красный Мост — поселок в Клинцовском районе Брянской области, в составе Гулёвского сельского поселения.

## География
Находится в западной части Брянской области на расстоянии приблизительно 10 км на юг-юго-запад по прямой от железнодорожного вокзала станции Клинцы у железнодорожной линии Клинцы-Новозыбков.

## История
На карте 1941 года еще не был отмечен.
До 1974 в Гастёнском с/с, 
в 1974-1986 в Гулевском с/с, 
в 1986-2005 в Туроснянском с/с.

## Население
Численность населения: 29 человек (2002), 21 человек (2010), 17 человек (2013), 31 человек (2017).
Будет упразднен как фактически не существующий в связи с переселением всех жителей на постоянное место жительства в другие населённые пункты.